# Liste der Stolpersteine in Wolfenbüttel

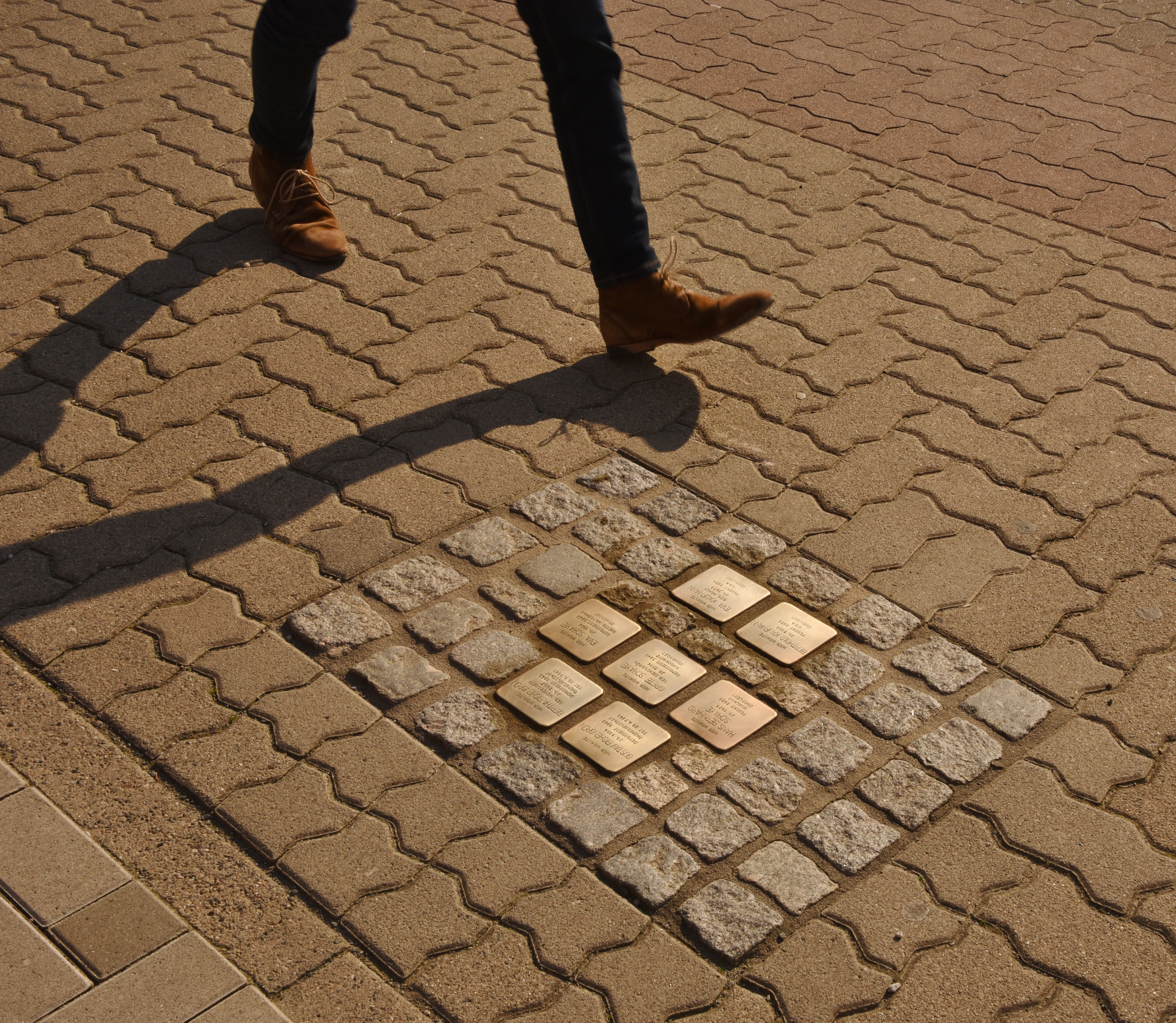
Stolpersteine in Wolfenbüttel

Die Liste der Stolpersteine in Wolfenbüttel enthält die Stolpersteine, die vom Kölner Künstler Gunter Demnig in Wolfenbüttel verlegt wurden. Sie erinnern an das Schicksal der Menschen aus dieser Gemeinde, die von Nationalsozialisten ermordet, deportiert, vertrieben oder in den Suizid getrieben worden sind. Sie werden im Regelfall vor dem letzten selbstgewählten Wohnort des Opfers verlegt.
Die erste Verlegung erfolgte am 7. Mai 2011.

## Verlegte Stolpersteine
| Stolperstein | Inschrift | Verlegeort                                      | Name, Leben |
| --- | --- | ----------------------------------------------- | --- |
| | HIER WOHNTE LORE ADLER JG. 1921 DEPORTIERT 1942 RICHTUNG OSTEN ? | Am alten Tore 6                                 | Lore Adler wurde am 2. Oktober 1921 in Halle an der Saale geboren. Ihre Eltern waren Sigmund Adler und Else, geborene Rosenthal (siehe unten als Else Singer). Lore Adler war behindert. Ihre Eltern ließen sich scheiden. Mutter und Tochter zogen nach Wolfenbüttel und wohnten im Haus der Großmutter, Henriette Rosenthal (siehe unten). Die Mutter von Lore Adler konnte im April 1939 nach England flüchten. Lore Adler und ihre Großmutter mussten in ein sogenanntes Judenhaus übersiedeln. Die erste Zwangsunterkunft befand sich in der Karrenführerstraße 5, die zweite in der Langen Straße 34. Vom Herbst 1941 bis Frühjahr 1942 war Lore Adler im Heim Isenburg untergebracht. Am 11. Juli 1942 wurden Lore Adler und ihre Großmutter von Wolfenbüttel nach Braunschweig verbracht und von dort nach Auschwitz deportiert. Lore Adler und ihre Großmutter kehrten nicht zurück. Es gibt zwei Versionen, was Lore Adler widerfahren sein könnte. Laut Yad Vashem und dem Gedenkbuch für das Heim des Jüdischen Frauenbundes in Neu-Isenburg wurde Lore Adler am 31. März 1942 mit dem Transport Da 6 von Hannover in das Warschauer Ghetto deportiert. Bei der Auflösung des Ghettos wurde auch Lore Adler ermordet. Die Mutter von Lore Adler heiratete in England Isidor Singer, konnte das NS-Regime überleben und kehrte 1945 nach Wolfenbüttel zurück. |
| | HIER WOHNTE EVA BACH GEB. MOSES JG. 1926 FLUCHT 1938 USA ÜBERLEBT | Am alten Tore 6                                 | Eva Bach, geborene Moses wurde am 31. August 1926 in Wolfenbüttel geboren. Sie war die älteste Tochter des Schuhkaufmannes Berthold Moses und dessen Frau Klara, geborene Katzenstein (beide siehe unten). Sie hatte eine drei Jahre jüngere Schwester namens Therese (siehe unten Therese Lapidus). Sie besuchte die Schule an der Wallstraße und später das Lyceum im Schloss. Nach zwei Jahren musste sie den Besuch der Schule im Schloss abbrechen, die Familie hatte sich zur Emigration entschieden und flüchtete 1938 über Hamburg in die Vereinigten Staaten. In New York ging sie bis zum 16. Lebensjahr zur Schule. Danach arbeitete sie in einer Fabrik. Sie lernte Max Bach kennen, der ebenfalls 1938 mit seiner Familie aus Freiburg im Breisgau in die USA emigrierte. Sie heiratete ihn mit 21 Jahren. Sie hielt so lange als möglich Kontakt zu Freundinnen in Wolfenbüttel. 2002 schrieb sie in einem Brief dorthin: „Wir wussten von der Gefahr, in der sich unsere zurückgebliebenen Angehörigen befanden und wir wussten von den Konzentrationslagern. Wir konnten nichts tun, da uns die Welt nicht glaubte, was wir erzählten. Niemand glaubte uns, nicht mal der Papst ist eingeschritten. Wir standen allein gegen die Welt.“ Ihre Elten und ihre Schwester konnten den Holocaust ebenfalls in der Emigration überleben. Ihre Schwester Therese hieß zuerst Freudenthal, später nach der zweiten Eheschließung dann Lapidus. |
| | HIER WOHNTE JACOB BERGER JG. 1884 DEPORTIERT 1942 GHETTO WARSCHAU ? | Großer Zimmerhof 21                             | Jacob Berger wurde am 19. Juni 1884 in Bukowsko, Galizien, geboren. Seine Eltern waren Abrahm und Jentha Berger. Er kam 1909 nach Deutschland und lebte vorerst in Flensburg und Kiel. Am 16. Oktober 1916 heiratete Berger die ebenfalls aus Gallizien stammende Rosa Laiter. Das Paar hatte drei Söhne, Kurt, Leo und Max. Stolpersteine Wolfenbüttel beschreibt ihn als „eine eher zierliche Persönlichkeit“. Er war Altproduktenhändler und sammelte mit einem Handwagen Papier, Metall und Kleidungsstücke ein. Gemeinsam mit seiner Frau betrieb er einige Jahre lang einen Gebrauchtwarenladen in der Kommissstraße. Im Vergleich zu den meist gut situierten jüdischen Familien der Stadt waren die Bergers sehr arm. Sie wohnten zu fünft in zwei Zimmern in einem Hinterhaus und bedurften immer wieder der Unterstützung durch die jüdische Gemeinde. Beleidigungen durch Nationalsozialisten und Diskriminierungen nahmen massiv zu, insbesondere nach der Machtergreifung. Im Juli 1935 unternahm Jacob Berger einen Selbstmordversuch, wurde jedoch durch die Intervention eines Nachbarn gerettet. Die Familie stand finanziell am Abgrund, da Berger aufgrund der politischen Verhältnisse kein Geld mehr verdienen konnte. Seine Frau verdingte sich als Putzfrau. Sie konnte nur bei wohlhabenden jüdischen Familien arbeiten, doch auch denen ging es zunehmend schlechter. In der Reichspogromnacht im November 1938 wurde Jacob Berger verhaftet und im Wolfenbütteler Gefängnis inhaftiert, entging aber der Deportation in das KZ Buchenwald und wurde bald wieder nach Hause geschickt. Das Ehepaar musste in ein sogenanntes Judenhaus ziehen und wurde wahrscheinlich am 11. April 1942 nach Warschau deportiert. Jacob Berger und seine Frau haben die Shoah nicht überlebt, ihr Schicksal ist unbekannt. Die Söhne konnten rechtzeitig nach England fliehen und so überleben. |
| | HIER WOHNTE KURT BERGER JG. 1924 FLUCHT 1939 ENGLAND ÜBERLEBT | Großer Zimmerhof 21                             | Jacob Berger |
| | HIER WOHNTE LEO BERGER JG. 1921 FLUCHT 1939 ENGLAND ÜBERLEBT | Großer Zimmerhof 21                             | Leo Berger |
| | HIER WOHNTE MAX BERGER JG. 1918 FLUCHT 1939 ENGLAND ÜBERLEBT | Großer Zimmerhof 21                             | Max Berger |
| | HIER WOHNTE ROSA BERGER GEB. LAITER JG. 1888 DEPORTIERT 1942 GHETTO WARSCHAU ? | Großer Zimmerhof 21                             | Rosa Berger, geborene Laiter |
| | HIER WOHNTE LIESELOTTE BOAS GEB. REIS JG. 1903 FLUCHT 1936 BRASILIEN ÜBERLEBT | Lange Herzogstraße 26                           | Lieselotte Boas, geborene Reis |
| | HIER WOHNTE HUGO COHN JG. 1885 DEPORTIERT 1942 ZIEL UNBEKANNT ? | Halchtersche Straße 8                           | Hugo Cohn |
| | HIER WOHNTE JOHANNA COHN GEB. KATZ JG. 1893 DEPORTIERT 1942 ZIEL UNBEKANNT ? | Halchtersche Straße 8                           | Johanna Cohn, geborene Katz |
| | HIER WOHNTE MAX COHN JG. 1895 DEPORTIERT 1942 THERESIENSTADT ÜBERLEBT | Bahnhofstraße 4                                 | Max Cohn |
| | HIER WOHNTE PAULINE COHN GEB. ELTZBACHER JG. 1871 DEPORTIERT 1943 TOT 1944 IN THERESIENSTADT                                                                                        | Bahnhofstraße 4                                 | Pauline Cohn, geborene Eltzbacher |
| | HIER WOHNTE SIEGFRIED COHN JG. 1878 DEPORTIERT 1941 GURS ? | Halchtersche Straße 8                           | Siegfried Cohn |
| | HIER WOHNTE HERMANN DANIEL JG. 1867 FLUCHT 1939 HOLLAND INTERNIERT DEPORTIERT 1943 ERMORDET 1943 IN SOBIBOR                                                                         | Lange Herzogstraße 35                           | Hermann Daniel |
| | HIER WOHNTE CLAIRE DOBLIN GEB. POHLY JG. 1913 FLUCHT 1940 USA ÜBERLEBT | Bahnhofstraße 10                                | Claire Doblin |
| | HIER WOHNTE BERTHA EiCHENGRÜN GEB. MEYERSBERG JG. 1867 DEPORTIERT 1943 THERESIENSTADT TOT 15.8.1943                                                                                 | Neuer Weg 34                                    | Bertha Eichengrün, geborene Meyersberg |
| | HIER WOHNTE GUSTAV EiCHENGRÜN JG. 1864 DEPORTIERT 1943 THERESIENSTADT TOT 15.8.1943                                                                                                 | Neuer Weg 34                                    | Gustav Eichengrün |
| | HIER WOHNTE LORE EPPY GEB. KIRCHHEIMER JG. 1921 FLUCHT 1938 USA ÜBERLEBT | Schützenstraße 20                               | Lore Eppy, geborene Kirchheimer |
| | HIER WOHNTE ALFRED ESBERG JG. 1897 DEPORTIERT RICHTUNG OSTEN ? | Lange Herzogstraße 46                           | Alfred Esberg |
| | HIER WOHNTE IVAN ESBERG JG. 1886 FLUCHT 1936 BELGIEN INTERNIERT DEPORTIERT 1940 GURS ÜBERLEBT                                                                                       | Lange Herzogstraße 46                           | Ivan Esberg |
| | HIER WOHNTE JOACHIM ESBERG JG. 1916 FLUCHT 1936 BELGIEN INTERNIERT DEPORTIERT 1940 GURS 1942 AUSCHWITZ ERMORDET                                                                     | Lange Herzogstraße 46                           | Joachim Esberg |
| | HIER WOHNTE FRITZ FISCHER JG. 1891 VERHAFTET 6.7.1933 GEFOLTERT NSDAP-KREISLEITUNG WOLFENBÜTTEL TOT 7.7.1933                                                                        | Fritz-Fischer-Straße 22a                        | Fritz Fischer |
| | HIER WOHNTE JOHANNA GOLDBERG JG. 1857 DEPORTIERT 1942 THERESIENSTADT ERMORDET 4.9.1942                                                                                              | Lange Herzogstraße 46                           | Johanna Goldberg |
| | HIER WOHNTE MARTHA GRÜNBERG GEB. COHN JG. 1876 DEPORTIERT 1943 THERESIENSTADT 1944 AUSCHWITZ ERMORDET                                                                               | Salzdahlumer Straße 56                          | Martha Grünberg, geborene Cohn |
| | HIER WOHNTE BETTY HIRSCH GEB. DANIEL JG. 1903 FLUCHT 1939 HOLLAND ÜBERLEBT | Lange Herzogstraße 35                           | Betty Hirsch, geborene Daniel |
| | HIER WOHNTE ELLEN SENTA HIRSCH JG. 1930 FLUCHT 1939 HOLLAND ÜBERLEBT | Lange Herzogstraße 35                           | Ellen Senta Hirsch |
| | HIER WOHNTE GEORG HIRSCH JG. 1901 FLUCHT 1939 HOLLAND ÜBERLEBT | Lange Herzogstraße 35                           | Georg Hirsch |
| | HIER WOHNTE LUDWIG HIRSCH JG. 1919ZWANGSSTERILISIERT 27.3.1937 DEPORTIERT 1942 GHETTO WARSCHAU ERMORDET                                                                             | Lessingstraße 10                                | Ludwig Hirsch |
| | AUGUSTSTR. 6 WOHNTE ROSA HIRSCH GEB. ARENSBERG JG. 1867 GEDEMÜTIGT / ENTRECHTET TOT 26.6.1942 ISRAËLITISCHES KRANKENHAUS HANNOVER                                                   | Dr.-Heinrich-Jasper-Str. 12 früher Auguststr. 6 | Rosa Hirsch, geborene Ahrensberg |
| | HIER WOHNTE SIEGMAR HIRSCH JG. 1918 FLUCHT 1935 PALÄSTINA | Lessingstraße 10                                | Siegmar Hirsch |
| | HIER WOHNTE ROSALIE HODENBERG GEB. SCHÖNFELD JG. 1866 DEPORTIERT 1944 THERESIENSTADT ERMORDET                                                                                       | Kommissstraße 4                                 | Rosalie Hodenberg, geborene Schönfeld |
| | HIER WOHNTE LUDWIG ILBERG JG. 1865 DEPORTIERT 1943 TOT 1944 IN THERESIENSTADT | Lange Herzogstraße 49                           | Ludwig Ilberg |
| | HIER WOHNTE MINNA ILBERG GEB. KUGELMANN JG. 1868 FLUCHT 1938 PALÄSTINA ÜBERLEBT | Lange Herzogstraße 49                           | Minna Ilberg, geborene Kugelmann |
| | HIER WOHNTE SELMA ILBERG GEB. GRUNDMANN JG. 1865 DEPORTIERT 1943 TOT 1944 IN THERESIENSTADT                                                                                         | Lange Herzogstraße 49                           | Selma Ilberg, geborene Grundmann |
| | HIER WOHNTE BERTHOLD KAUFMANN JG. 1908 FLUCHT 1939 USA ÜBERLEBT | Neuer Weg 34                                    | Berthold Kaufmann |
| | HIER WOHNTE EVA KAUFMANN GEB. POHLY JG. 1911 FLUCHT 1939 USA ÜBERLEBT | Neuer Weg 34                                    | Eva Kaufmann, geborene Pohly |
| | HIER ERMORDET SHEPPARD KERMAN JG. 1921 US AIR FORCE SERGEANT 1941 NACH FALLSCHIRMABSPRUNG ERSCHOSSEN 28.9.1944                                                                      | Krumme Straße 28                                | Sheppard Kerman |
| | HIER WOHNTE ALICE KIRCHHEIMER JG. 1930 FLUCHT 1941 USA ÜBERLEBT | Schützenstraße 20                               | Alice Kirchheimer |
| | HIER WOHNTE HANS KIRCHHEIMER JG. 1923 FLUCHT 1941 USA ÜBERLEBT | Schützenstraße 20                               | Hans Kirchheimer |
| | HIER WOHNTE MARTHA KIRCHHEIMER GEB. MÜLLER JG. 1897 FLUCHT 1941 USA ÜBERLEBT | Schützenstraße 20                               | Martha Kirchheimer, geborene Müller |
| | HIER WOHNTE DR. SIEGFRIED KIRCHHEIMER JG. 1891 FLUCHT 1938 USA ÜBERLEBT | Schützenstraße 20                               | Siegfried Kirchheimer |
| | HIER WOHNTE THERESE LAPIDUS GEB. MOSES JG. 1929 FLUCHT 1938 USA ÜBERLEBT | Am alten Tore 6                                 | Therese Lapidus, geborene Moses |
| | HIER WOHNTE DAVID LEVANO JG. 1871 FLUCHT 1938 USA ÜBERLEBT | Lange Herzogstraße 46                           | David Levano |
| | HIER WOHNTE HENNY LEVANO GEB. NEUHAUS JG. 1877 FLUCHT 1938 USA ÜBERLEBT | Lange Herzogstraße 46                           | Henny Levano |
| | HIER WOHNTE GRETE LEVEN GEB. KIRCHHEIMER JG. 1924 FLUCHT 1941 USA ÜBERLEBT | Schützenstraße 20                               | Grete Leven, geborene Kirchheimer |
| | HIER WOHNTE ELSABETH MANNHEIMER GEB. COHN JG. 1877 DEPORTIERT 1941 GHETTO RIGA ERMORDET                                                                                             | Bahnhofstraße 2                                 | Elsabeth Mannheimer |
| | HIER WOHNTE ISAAC MANNHEIMER JG. 1872 GEDEMÜTIGT/ENTRECHTET TOT 2. JAN. 1934 | Bahnhofstraße 2                                 | Isaac Mannheimer |
| | HIER WOHNTE GERTRUD MEYERSTEIN JG. 1900 DEPORTIERT 1942 TOT IM GHETTO WARSCHAU | Lange Herzogstraße 46                           | Gertrud Meyerstein |
| | HIER WOHNTE IDA MEYERSTEIN JG. 1869 DEPORTIERT 1943 TOT IN THERESIENSTADT | Lange Herzogstraße 46                           | Ida Meyerstein |
| | HIER WOHNTE BERTHOLD MOSES JG. 1895 FLUCHT 1938 USA ÜBERLEBT | Am alten Tore 6                                 | Berthold Moses |
| | HIER WOHNTE KLARA MOSES GEB. KATZENSTEIN JG. 1897 FLUCHT 1938 USA ÜBERLEBT | Am alten Tore 6                                 | Klara Moses, geborene Katzenstein |
| | HIER WOHNTE ILSE NEUBURGER JG. 1916 SCHICKSAL UNBEKANNT | Goslarsche Straße 45                            | Ilse Neuburger |
| | HIER WOHNTE JENNY NEUBURGER GEB. GRÜNEWALD JG. 1882 SCHICKSAL UNBEKANNT | Goslarsche Straße 45                            | Jenny Neuburger, geborene Grünewald |
| Bild gesucht Der Benutzer GeorgDerReisende ( Diskussion ) wünscht sich an dieser Stelle ein Bild vom Ort mit diesen Koordinaten 52.165287 10.521303 . Motiv: Dr. Heinrich-Jasper-Straße 60: die Stolpersteine für die Familie Oschitzki Falls du dabei helfen möchtest, erklärt die Anleitung , wie das geht. BW     | HIER WOHNTE ADELE OSCHITZKY GEB. JACOBI JG. 1875 DEPORTIERT 1943 THERESIENSTADT ERMORDET IN AUSCHWITZ                                                                               | Dr.-Heinrich-Jasper-Straße 60                   | Adele Oschitzki |
| Bild gesucht Die Wikipedia wünscht sich an dieser Stelle ein Bild vom hier behandelten Ort. Falls du dabei helfen möchtest, erklärt die Anleitung , wie das geht. BW | HIER WOHNTE ARTHUR OSCHITZKY JG. 1903 DEPORTIERT 1941 GHETTO WARSCHAU ERMORDET | Dr.-Heinrich-Jasper-Straße 60                   | Arthur Oschitzki |
| Bild gesucht Die Wikipedia wünscht sich an dieser Stelle ein Bild vom hier behandelten Ort. Falls du dabei helfen möchtest, erklärt die Anleitung , wie das geht. BW | HIER WOHNTE LOUIS OSCHITZKY JG. 1870 DEPORTIERT ERMORDET IN THERESIENSTADT | Dr.-Heinrich-Jasper-Straße 60                   | Louis Oschitzki |
| Bild gesucht Die Wikipedia wünscht sich an dieser Stelle ein Bild vom hier behandelten Ort. Falls du dabei helfen möchtest, erklärt die Anleitung , wie das geht. BW | HIER WOHNTE MARGOT OSCHITZKY GEB. HECHING JG. 1916 DEPORTIERT SCHICKSAL UNBEKANNT                                                                                                   | Dr.-Heinrich-Jasper-Straße 60                   | Margot Oschitzki |
| Bild gesucht Die Wikipedia wünscht sich an dieser Stelle ein Bild vom hier behandelten Ort. Falls du dabei helfen möchtest, erklärt die Anleitung , wie das geht. BW | HIER WOHNTE MORITZ OSCHITZKY JG. 1867 DEPORTIERT SCHICKSAL UNBEKANNT | Dr.-Heinrich-Jasper-Straße 60                   | Moritz Oschitzki |
| | HIER WOHNTE ALFRED PERKAMPUS JG. 1896 VERHAFTET 6.7.1933 GEFOLTERT NSDAP-KREISLEITUNG WOLFENBÜTTEL TOT 7.7.1933                                                                     | Fritz-Fischer-Straße 9                          | Alfred Perkampus |
| | NEUER WEG 29 ARBEITETE JANINA PIOTROWSKA JG. 1925 ZWANGSARBEITERIN VERSCHLEPPT 1940 VERURTEILT 7.1.1944 'VOLKSSCHÄDLING' HINGERICHTET 7.2.1944 STRAFGEFÄNGNIS                       | Neuer Weg 29                                    | Janina Pietrowska |
| | HIER WOHNTE ALFRED POHLY JG. 1880 DEPORTIERT 1942 SCHICKSAL UNBEKANNT | Halchtersche Straße 4                           | Alfred Pohly |
| Bild gesucht Der Benutzer GeorgDerReisende ( Diskussion ) wünscht sich an dieser Stelle ein Bild vom Ort mit diesen Koordinaten 52.164848 10.532365 . Motiv: Leibnizstraße 4: die Stolpersteine für Gelly van der Wyk und die Familie Pohly Falls du dabei helfen möchtest, erklärt die Anleitung , wie das geht. BW | HIER WOHNTE ALICE POHLY JG. 1925 DEPORTIERT 1942 GHETTO WARSCHAU ERMORDET | Leibnizstraße 4                                 | Alice Pohly |
| | HIER WOHNTE ELSE POHLY GEB. ISRAELSOHN JG. 1896 DEPORTIERT 1942 SCHICKSAL UNBEKANNT                                                                                                 | Kommißstraße 2/3                                | Else Pohly, geborene Sommer |
| | HIER WOHNTE FRIEDA POHLY GEB. SOMMER JG. 1882 FLUCHT 1939 CHILE | Halchtersche Straße 4                           | Frieda Pohly, geborene Israelsohn |
| | HIER WOHNTE GRETE POHLY GEB. ESBERG JG. 1880 FLUCHT 1940 USA ÜBERLEBT | Bahnhofstraße 10                                | Grete Pohly, geborene Esberg |
| Bild gesucht Die Wikipedia wünscht sich an dieser Stelle ein Bild vom hier behandelten Ort. Falls du dabei helfen möchtest, erklärt die Anleitung , wie das geht. BW | HIER WOHNTE HANNAH POHLY JG. 1921 DEPORTIERT 1942 GHETTO WARSCHAU ERMORDET | Leibnizstraße 4                                 | Hannah Pohly |
| | HIER WOHNTE HEDWIG POHLY JG. 1920 FLUCHT 1939 CHILE | Kommißstraße 2/3                                | Hedwig Pohly |
| | HIER WOHNTE ILSE POHLY VERH. MEYER JG. 1915 FLUCHT 1939 ENGLAND AUSTRALIEN | Halchtersche Straße 4                           | Ilse Pohly, verheiratete Meyer |
| | HIER WOHNTE JULIUS POHLY JG. 1881 'SCHUTZHAFT' 1938 BUCHENWALD FLUCHT 1940 USA ÜBERLEBT                                                                                             | Bahnhofstraße 10                                | Julius Pohly |
| | HIER WOHNTE JULIUS POHLY JG. 1881 FLUCHT 1939 CHILE | Kommißstraße 2/3                                | Julius Pohly |
| | HIER WOHNTE JÜRGEN POHLY JG. 1916 FLUCHT 1940 USA ÜBERLEBT | Bahnhofstraße 10                                | Jürgen Pohly |
| | HIER WOHNTE MAX POHLY JG. 1878 DEPORTIERT 1943 GHETTO WARSCHAU ? | Bahnhofstraße 3                                 | Max Pohly |
| Bild gesucht Die Wikipedia wünscht sich an dieser Stelle ein Bild vom hier behandelten Ort. Falls du dabei helfen möchtest, erklärt die Anleitung , wie das geht. BW | HIER WOHNTE MAX POHLY JG 1888 DEPORTIERT GHETTO WARSCHAU ERMORDET | Leibnizstraße 4                                 | Max Pohly |
| | HIER WOHNTE REGINA POHLY GEB. LEOPOLD JG. 1878 DEPORTIERT 1943 GHETTO WARSCHAU ? | Bahnhofstraße 3                                 | Regina Pohly geb. Leopold |
| Bild gesucht Die Wikipedia wünscht sich an dieser Stelle ein Bild vom hier behandelten Ort. Falls du dabei helfen möchtest, erklärt die Anleitung , wie das geht. BW | HIER WOHNTE RITA POHLY GEB. FRANKENBERG JG. 1890 DEPORTIERT 1942 GHETTO WARSCHAU ERMORDET                                                                                           | Leibnizstraße 4                                 | Rita Pohly |
| | HIER WOHNTE CLARA REIS GEB. EICHENBERG JG. 1867 FLUCHT 1937 BRASILIEN ÜBERLEBT | Lange Herzogstraße 26                           | Clara Reis, geborene Eichenberg |
| | HIER WOHNTE HANS JÜRGEN REIS JG. 1911 FLUCHT 1938 BRASILIEN ÜBERLEBT | Lange Herzogstraße 26                           | Hans-Jürgen Reis |
| | HIER WOHNTE EVA RHEE JG. 1922 FLUCHT 1938 BRASILIEN ÜBERLEBT | Kommißstraße 4                                  | Eva Rhée |
| | HIER WOHNTE GRETE RHEE GEB. HODENBERG JG. 1893 FLUCHT 1938 BRASILIEN | Kommißstraße 4                                  | Grete Rhée, geborene Hodenberg |
| | HIER WOHNTE HANS RHEE JG. 1916 FLUCHT 1936 BRASILIEN | Kommißstraße 4                                  | Hans Rhée |
| | HIER WOHNTE LEO RHEE JG. 1883 FLUCHT 1938 BRASILIEN | Kommißstraße 4                                  | Leo Rhée |
| | HIER WOHNTE HENRIETTE ROSENTHAL GEB. HEYMANN JG. 1876 DEPORTIERT 1942 RICHTUNG OSTEN ?                                                                                              | Am alten Tore 6                                 | Henriette Rosenthal, geborene Heymann |
| | HIER WOHNTE ALFRED RÜLF JG. 1923 FLUCHT 1934 PALÄSTINA | Bahnhofstraße 1                                 | Alfred Rülf |
| | HIER WOHNTE GERTRUD RÜLF GEB. REIS JG. 1895 FLUCHT 1934 PALÄSTINA | Bahnhofstraße 1                                 | Gertrud Rülf |
| | HIER WOHNTE RENATE RÜLF VERH. GRÜNBERG JG. 1920 FLUCHT 1934 PALÄSTINA | Bahnhofstraße 1                                 | Renate Rülf, verheiratete Grünberg |
| | HIER WOHNTE RUDOLF RÜLF JG. 1890 FLUCHT 1934 PALÄSTINA | Bahnhofstraße 1                                 | Alfred Rülf |
| | HIER WOHNTE EVA SCHAYE JG. 1924 DEPORTIERT 1942 GHETTO WARSCHAU ERMORDET | Neuer Weg 34                                    | Eva Schaye |
| | HIER WOHNTE GRETE SCHAYE GEB. EICHENGRÜN JG. 1894 DEPORTIERT 1943 AUSCHWITZ ERMORDET                                                                                                | Neuer Weg 34                                    | Grete Schaye, geborene Eichengrün |
| | HIER WOHNTE HANS BERNHARD SCHAYE JG. 1921 FLUCHT 1939 ENGLAND ÜBERLEBT | Neuer Weg 34                                    | Hans Bernhard Schaye |
| | HIER WOHNTE AMALIE SCHLOSS GEB. GANS JG. 1860 DEPORTIERT 1943 THERESIENSTADT BEFREIT / ÜBERLEBT                                                                                     | Im kalten Tale 6                                | Amalie Schloss, geborene Gans |
| | HIER WOHNTE FRIEDA SCHLOSS GEB. NEUHAUS JG. 1887 DEPORTIERT 1942 GHETTO WARSCHAU ERMORDET                                                                                           | Halchtersche Straße 18                          | Frieda Schloss, geborene Neuhaus |
| | HIER WOHNTE HELENE SCHLOSS GEB. SPIEGEL JG. 1886 GEDEMÜTIGT / ENTRECHTET FLUCHT IN DEN TOD 19.9.1939                                                                                | Halchtersche Straße 18                          | Helene Schloss, geborene Spiegel |
| | HIER WOHNTE HELMUT SCHLOSS JG. 1915 FLUCHT 1937 PALÄSTINA ÜBERLEBT | Lessingstraße 10                                | Helmut Schloss |
| | HIER WOHNTE JOHANNA SCHLOSS GEB. BILDESHEIM JG. 1885 HEIMATORT UNFREIWILLIG VERLASSEN BERLIN 1937 DEPORTIERT RIGA ERMORDET 1942                                                     | Lessingstraße 10                                | Johanna Schloss, geborene Bildesheim |
| | HIER WOHNTE LIESEL SCHLOSS GEB. LEVY JG. 1914 FLUCHT 1939 CHILE | Halchtersche Straße 18                          | Liesel Schloss, geborene Levy |
| | HIER WOHNTE LORE SCHLOSS GEB. BODEK JG. 1919 FLUCHT 1939 ENGLAND | Halchtersche Straße 18                          | Lore Schloss, geborene Bodek |
| | HIER WOHNTE LOUIS SCHLOSS JG. 1881 HEIMATORT UNFREIWILLIG VERLASSEN BERLIN 1937 DEPORTIERT RIGA ERMORDET 1942                                                                       | Lessingstraße 10                                | Louis Schloss |
| | HIER WOHNTE MARGRET SCHLOSS GEB. ROSENBERG JG. 1914 FLUCHT 1939 AUSTRALIEN | Halchtersche Straße 18                          | Margret Schloss, verheiratete Rosenberg |
| | HIER WOHNTE NATHAN SCHLOSS JG. 1882 'SCHUTZHAFT' 1938 BUCHENWALD ENTLASSEN 1938 TOT 26.1.1942                                                                                       | Halchtersche Straße 18                          | Nathan Schloss |
| | HIER WOHNTE RESI SCHLOSS VERH. LIEBMANN JG. 1920 FLUCHT 1939 ENGLAND | Halchtersche Straße 18                          | Resi Schloss, verheiratete Liebmann |
| Bild gesucht Der Benutzer GeorgDerReisende ( Diskussion ) wünscht sich an dieser Stelle ein Bild vom Ort mit diesen Koordinaten 52.165287 10.521303 . Motiv: Dr. Heinrich-Jasper-Straße 60: die Stolpersteine für die Familie Selinger Falls du dabei helfen möchtest, erklärt die Anleitung , wie das geht. BW      | HIER WOHNTE ERIKA SELINGER GEB. OSCHITZKY JG. 1908 DEPORTIERT 1940 PIASKI ERMORDET 28.10.1941                                                                                       | Dr.-Heinrich-Jasper-Straße 60                   | Erika Selinger |
| Bild gesucht Die Wikipedia wünscht sich an dieser Stelle ein Bild vom hier behandelten Ort. Falls du dabei helfen möchtest, erklärt die Anleitung , wie das geht. BW | HIER WOHNTE MORITZ SELINGER JG. 1896 DEPORTIERT 1940 PIASKI ERMORDET | Dr.-Heinrich-Jasper-Straße 60                   | Moritz Selinger |
| | HIER WOHNTE ELSE SINGER GEB. ROSENTHAL JG. 1899 FLUCHT 1939 ENGLAND ÜBERLEBT | Am alten Tore 6                                 | Else Singer, geborene Rosenthal |
| | HIER WOHNTE BERNHARD SONNENBERG JG. 1857 DEPORTIERT 1943 THERESIENSTADT ERMORDET APRIL 1943                                                                                         | Lange Herzogstraße 46                           | Bernhard Sonnenberg |
| | HIER WOHNTE HARRI SONNENBERG JG. 1897 'SCHUTZHAFT' 1938 DACHAU DEPORTIERT 1942 GHETTO WARSCHAU SCHICKSAL UNBEKANNT                                                                  | Lange Herzogstraße 46                           | Harri Sonnenberg |
| | HIER WOHNTE MARTHA SONNENBERG GEB. LEVI JG. 1897 DEPORTIERT 1942 GHETTO WARSCHAU SCHICKSAL UNBEKANNT                                                                                | Lange Herzogstraße 46                           | Martha Sonnenberg, geborene Levi |
| | HIER WOHNTE RUTH SONNENBERG JG. 1926 DEPORTIERT 1942 GHETTO WARSCHAU SCHICKSAL UNBEKANNT                                                                                            | Lange Herzogstraße 46                           | Ruth Sonnenberg |
| | HIER WOHNTE SARA SONNENBERG GEB. GOLDBERG JG. 1858 GEDEMÜTIGT / ENTRECHTET TOT 28.11.1938 UMSTÄNDE NIE GEKLÄRT                                                                      | Lange Herzogstraße 46                           | Sara Sonnenberg, geborene Goldberg |
| | HIER WOHNTE ERICH STEINBERG JG. 1934 FLUCHT 1939 ECUADOR ÜBERLEBT | Lessingstraße 10                                | Erich Steinberg |
| | HIER WOHNTE ERNST STEINBERG JG. 1906 OPFER DES POGROMS 'SCHUTZHAFT' 1938 BUCHENWALD FLUCHT 1939 ECUADOR ÜBERLEBT                                                                    | Lessingstraße 10                                | Ernst Steinberg |
| | HIER WOHNTE FANNY STEINBERG GEB. GRÜNEWALD JG. 1872 OPFER DES POGROMS GEDEMÜTIGT / ENTRECHTET TOT 1941                                                                              | Lessingstraße 10                                | Fanny Steinberg, geborene Grünewald |
| | HIER WOHNTE HANNAH STEINBERG GEB. LOEWE JG. 1911 FLUCHT 1939 ECUADOR ÜBERLEBT | Lessingstraße 10                                | Hannah Steinberg, geborene Loewe |
| | HIER WOHNTE SIEGFRIED STEINBERG JG. 1874 OPFER DES POGROMS 'SCHUTZHAFT' 1938 BUCHENWALD DEPORTIERT 1942 GHETTO WARSCHAU SCHICKSAL UNBEKANNT                                         | Lessingstraße 10                                | Siegfried Steinberg |
| | HIER WOHNTE LOTTE STRAUSS GEB. SCHLOSS JG. 1913 FLUCHT 1943 SCHWEIZ ÜBERLEBT | Lessingstraße 10                                | Lotte Strauss |
| Bild gesucht Die Wikipedia wünscht sich an dieser Stelle ein Bild vom hier behandelten Ort. Falls du dabei helfen möchtest, erklärt die Anleitung , wie das geht. BW | HIER WOHNTE UND ARBEITETE GELLI VAN DER WYK JG. 1906 DEPORTIERT 1942 ERMORDET IM BESETZTEN POLEN                                                                                    | Leibnizstraße 4                                 | Gelly van der Wyk |
| | HIER WOHNTE HEINRICH WEDEKIND JG. 1894 VERHAFTET 1944 'FEINDSENDER ABGEHÖRT' VOLKSGERICHTSHOF BERLIN ZUM TODE VERURTEILT HINGERICHTET 27.11.1944                                    | Stobenstraße 8                                  | Heinrich Wedekind |
| | AUGUSTSTR. 6 WOHNTE ROSA WEILER GEB. LEVY JG. 1903 DEPORTIERT 1942 GHETTO WARSCHAU SCHICKSAL UNBEKANNT                                                                              | Dr.-Heinrich-Jasper-Str. 12 früher Auguststr. 6 | Rosa Weiler, geborene Levy |
| | HIER WOHNTE SIEGFRIED WEILER JG. 1894 'SCHUTZHAFT' 1938 DACHAU DEPORTIERT 1942 GHETTO WARSCHAU SCHICKSAL UNBEKANNT                                                                  | Dr.-Heinrich-Jasper-Str. 12 früher Auguststr. 6 | Siegfried Weiler, geborene Levy |
| | HIER WOHNTE ALFRED WOLFSOHN JG. 1909 GEDEMÜTIGT / ENTRECHTET MIT HILFE ÜBERLEBT | Salzdahlumer Straße 13                          | Alfred Wolfsohn |
| | HIER WOHNTE GÜNTER WOLFSOHN JG. 1918 VON HITLERJUGEND GEDEMÜTIGT / GESCHLAGEN FLUCHT 1937 GRIECHENLAND 1939 RÜCKKEHR BRAUNSCHWEIG LAGERHAFT BLANKENBURG 'ORGANISATION TODT' BEFREIT | Salzdahlumer Straße 13                          | Günther Wolfsohn |
| | HIER WOHNTE HERBERT WOLFSOHN JG. 1914 FLUCHT 1933 GRIECHENLAND IM WIDERSTAND BEFREIT                                                                                                | Salzdahlumer Straße 13                          | Herbert Wolfsohn |
| | HIER WOHNTE MARIANNE WOLFSOHN GEB. AHRENS JG. 1883 FLUCHT 1937 GRIECHENLAND 1939 RÜCKKEHR BRAUNSCHWEIG VON GESTAPO VERHÖRT MIT HILFE ÜBERLEBT                                       | Salzdahlumer Straße 13                          | Marianne Wolfsohn, geborene Ahrens |
| | HIER WOHNTE MAX WOLFSOHN JG. 1868 FLUCHT 1937 GRIECHENLAND MIT HILFE VERSTECKT ÜBERLEBT                                                                                             | Salzdahlumer Straße 13                          | Max Wolfsohn |

## Verlegedaten
- 26. März 2013: Neuer Weg 29
- 8. Dezember 2019: Dr.-Heinrich-Jasper-Str. 12, Lange Herzogstraße 46, Salzdahlumer Str. 56
- 19. Februar 2020: Salzdahlumer Straße 13[120]
- 4. März 2024: Lessingstraße 10, Bahnhofstraße 2[121]